# Gygis microrhyncha
Gygis microrhyncha é uma espécie de ave da família Laridae.
Pode ser encontrada nos seguintes países: Polinésia Francesa e Kiribati.